# Cneu Cornélio Cipião Calvo
Cneu Cornélio Cipião Calvo (m. 212 a.C.; em latim: Cnaeus Cornelius Scipio Calvus) foi um político da família dos Cipiões da gente Cornélia da República Romana eleito cônsul em 222 a.C. com Marco Cláudio Marcelo. Era filho de Lúcio Cornélio Cipião, irmão de Públio Cornélio Cipião, cônsul em 218 a.C., e pai de Públio Cornélio Cipião Násica, cônsul em 191 a.C., e Cneu Cornélio Cipião Híspalo, cônsul em 176 a.C.. Era tio de Cipião Africano.

## Consulado (222 a.C.)

Ibéria entre 218 e 217 a.C., quando Cipião Calvo venceu a Batalha de Cissa (218 a.C.), logo no início da Segunda Guerra Púnica.

Foi eleito cônsul em 222 a.C. com Marco Cláudio Marcelo. Recebeu o apelido de "Calvo" para diferenciá-lo de seu tio, outro Cneu Cornélio Cipião, dito "Asina", duas vezes cônsul durante a Primeira Guerra Púnica.

## Segunda Guerra Púnica
Cipião Calvo lutou na Segunda Guerra Púnica na Península Ibérica de 218 a.C., na Batalha de Cissa, até 212 a.C. como legado de seu irmão, conseguindo diversas vitórias contra as forças cartaginesas de Asdrúbal Giscão. Os dois irmãos venceram as tropas de Asdrúbal Barca na Batalha de Dertosa (215 a.C.), na Batalha de Munda (214 a.C.) e na Batalha de Orongi (214 a.C.). Depois de uma vitoriosa campanha na Catalunha e na região ao sul do Ebro, depois que suas tropas auxiliares hispânicas desertaram, fugiu e foi alcançado pelas tropas cartaginesas perto da cidade de Ilorci, que, atualmente, acredita-se ser perto da nascente do rio Bétis (moderno rio Guadalquivir), onde foi morto na Campanha do Bétis Superior, na Batalha de Ilorci. em 212 ou 211 a.C., pouco depois da morte de seu irmão mais novo na Batalha de Cástulo.
| “ | Segundo alguns, Cneu Cipião foi morto logo no primeiro assalto; segundo outros, fugiu com uns poucos para uma torre perto do acampamento, que foi cercada com fogo e tomada depois que foi queimada, a porta nenhuma força havia sido capaz de derrubar. E todos os que estavam ali foram mortos com o comandante. Assim, no oitavo ano de sua permanência na Hispânia, vinte e nove dias depois que seu irmão, Cneu Cipião morreu. | ” |
|   | — Lívio, Ab Urbe Condita XXV, 36.13-14. |   |

Por terem sido queimados vivos, Plínio chama o local de "Pira de Cipião". Os hispânicos sentiram a perda dos dois generais, especialmente Cneu, que havia muito tempo os governava, e que, antes de seu irmão, havia conquistado sua confiança revelando-lhes pela primeira vez o testemunho da justiça e moderação dos romanos. É curioso o paralelismo entre a vida dos dois irmãos: ambos eram comandantes capazes, ambos foram eleitos cônsules e, finalmente, ambos foram mortos na Hispânia depois que seus exércitos se separaram.

## Descendentes
Seu filho era Públio Cornélio Cipião Násica (apelidado "Násica" por causa de seu nariz pontudo), que foi cônsul em 191 a.C.. Ele foi o primeiro Cipião Násica e fundou o ramo Násica dos Cipiões. O filho dele, Públio Cornélio Cipião Násica Córculo, casou-se com sua prima de segundo grau, Cornélia Africana Maior, a filha mais velha de Cipião Africano, reunindo as duas linhagens. Seus descendentes pela linha masculina sobreviveram pelo menos até 46 a.C., na figura de Metelo Cipião, que foi adotado pela família dos Cecílios Metelos.